# Gleb Gal'perin
Gleb Sergeevič Gal’perin (in russo Глеб Сергеевич Гальперин?; Mosca, 25 maggio 1985) è un tuffatore russo.

## Carriera
Specializzato nei tuffi dalla piattaforma, ha vinto la medaglia di bronzo alle Olimpiadi di Pechino 2008 nella Piattaforma 10 metri e nel Sincro 10 m in coppia con Dmitrij Dobroskok;
Quattro anni prima ai Giochi di Atene 2004 si è classificato sesto nel Sincro 10 metri e tredicesimo nella Piattaforma 10 metri.

## Palmarès
- Giochi olimpici

Pechino 2008: bronzo nella piattaforma 10 m e nel sincro 10 m.
- Mondiali

Montréal 2005: oro nel sincro 10 m e bronzo nella piattaforma 10 m.
Melbourne 2007: oro nella piattaforma 10 m e argento nel sincro 10 m.
- Europei di nuoto/tuffi

Budapest 2006: oro nella piattaforma 10 m e nel sincro 10 m.
Torino 2009: argento nel sincro 10 m.
Eindhoven 2012: bronzo nella piattaforma 10 m.

## Riconoscimenti
- LEN Award: 2007